# Marko Burin
Marko Burin (Osojnik, 1941. - veljača 2022.), poduzetnik, dobrotvor i pisac iz Perua, hrvatskog podrijetla. Jedan je od najvećih peradara u Peruu.

## Životopis
Roddio se 1941. u Osojniku u dubrovačkom zaleđu. Godine 1958. je emigrirao u južnoameričku državu Peru.  Dolaskom u Peru postaje aktivan član hrvatske zajednice u Peruu, a bio je i predsjednik Kluba Hrvata Dubrovnik u Limi. Za vrijeme i nakon Domovinskog rata novčano je pomagao stanovnike sela Osojnika i okolice koji su u ratu potpuno uništili agresori. Godine 2009. otvoren je vodovod za Osojnik čiju je izgradnju Burin pomogao donacijom.
U Peruu se posebno ističe Burinova novčana pomoć pri izgradnji mosta Osoynik preko rijeke Chillón. Taj je most uvelike popravio kvalitetu života lokalnoga stanovništva. Burin je samostalno objavio jednu knjigu pod nazivom Hrvatska obitelj u Peruu (La familia croata en el Peru u španjolskoj inačici), a u dvjema je knjigama (Stručak vrijesa i pelina i Osojnik i okolica) objavio pjesme i zapise svoga oca Pera Burina (1908. – 1991.).
Marko Burin je oženjen i otac dvoje djece. Dana 26. svibnja 1998. odlukom predsjednika RH odlikovan je Redom Danice hrvatske s likom Katarine Zrinske.
Preminuo je početkom veljače 2022. godine.